# دائرة بطحية
دائرة بطحية إحدى دوائر ولاية عين الدفلى الجزائرية . عاصمتها هي بطحية وتضم بلديات : 
- بطحية
- حسينية
- بلعاص